# 塞茲河
塞茲河（法語：Cèze，法語發音：[sɛz]）是法国的河流，屬於罗讷河的支流，河道全長128.3公里，發源自圣安德烈卡普塞兹附近，流經加尔省、洛泽尔省和阿尔代什省，河口處在科多莱。

## 外部連結
- http://www.geoportail.fr （页面存档备份，存于）
- Sandre数据库中的塞茲河